# Saccostomus
Saccostomus és un gènere de rosegadors de la família dels nesòmids. Viuen a l'Àfrica subsahariana. Tenen una llargada de cap a gropa de 9,5–19 cm, una cua de 3–8 cm i un pes de 40–85 g. S'alimenten de llavors, núcules, fruita, baies i, de tant en tant, insectes. Tenen el pelatge dorsal de color gris o marró grisenc, mentre que el pelatge ventral és gris clar o blanc. Viuen a les sabanes, els herbassars, els matollars i els camps de conreu.